# 山楂雙葉蟎
山楂雙葉蟎（舊稱山楂葉蟎），又名橫紋葉蟎，为葉蟎科的一个物种，舊屬葉蟎屬，今屬雙葉蟎屬（Amphitetranychus）。
山楂雙葉蟎的模式種位於歐洲的德國及奧地利，這從本物種的種小名viennensis所代表的維也納得知。事實上，本物種的分佈主要在古北界，從歐洲到中亞及華北地區，但在遠東地區的華南及台灣亦有分佈。

## 侵害及防治方法
山楂雙葉蟎的主要宿主有。：
- 苹果（Malus domestica）
- 甜櫻桃（Prunus avium）
- 欧洲酸樱桃（Prunus vulgaris）
- 西洋梨（Pyrus communis）
- 香梨（Pyrus nivalis）[14]

其他宿主還有山桃（Prunus davidiana）、山楂、李子等。本物種會侵害宿主的葉子，使其枯黃掉落，從而令果樹的生長被抑制、甚至造成二次開花，影響花芽的形成及果樹在次年的產量。
防治方法有：
- 透過在引进苗木时应认真执行检疫工作，杜绝葉螨通过越冬卵跟随苗木和接穗扩散；
- 根据叶螨的越冬规律，於开春之後翻土，掃除果園內的枯枝及落葉，可以消灭附在枯枝落葉上的蟎卵及准备從泥土上树的葉蟎，從而减少喷药次数；
- 在果樹去除枯皮死皮後噴灑可殺蟎的殺蟲劑。